# Graphe nul

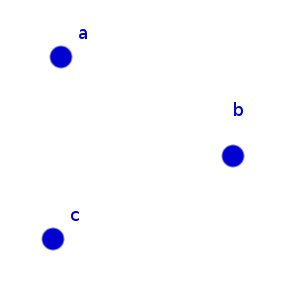
Exemple de graphe nul

En mathématiques, plus spécialement en théorie des graphes, un graphe nul désigne soit un graphe d'ordre zéro (i.e. sans sommets), soit un graphe avec sommets mais sans arêtes (on parle aussi dans ce dernier cas de graphe vide). 

## Notation
Lorsqu'un graphe nul contient des sommets tous isolés, on le note {\displaystyle N_{n}} où {\displaystyle n} représente le nombre de sommets du graphe.

## Propriétés
- La taille (i.e. le nombre d'arêtes ou d'arcs[2]) d'un graphe nul est toujours zéro.
- L'ordre (i.e. le nombre de sommets[3]) d'un graphe nul n'est pas nécessairement zéro.